# Natália Correia Guedes

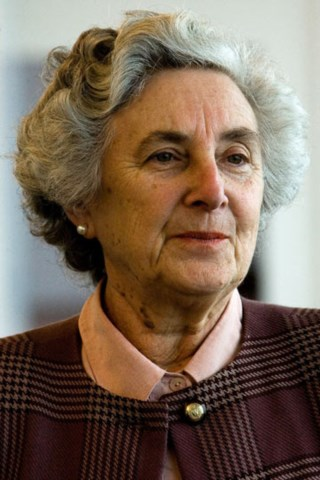
Fotografia de Natália Correia Guedes

Maria Natália Brito da Silva Correia Guedes (Maceira, Leiria, Junho de 1943) é atualmente uma referência da museologia em Portugal, tendo desempenhado diversos cargos de Direção de Instituições ligadas à museologia e comissariado relevantes exposições de âmbito nacional e internacional. 

## Biografia
Nasceu na Maceira, Leiria, em junho de 1943.
Natália Correia Guedes obteve a licenciatura em História pela Faculdade de Letras da Universidade de Lisboa. É Doutorada em Antropologia, com Agregação pela Universidade Nova de Lisboa (especialidade em Museologia e Património) , onde lecionou, assim como foi Professora da Universidade Lusíada e da Faculdade de Ciências Humanas da Universidade Católica de Lisboa.  
Previamente ao percurso académico, foi Conservadora do Museu Nacional de Arte Antiga (especializando-se em Tecidos Antigos, no Museu Histórico de Tecidos de Lyon), fundadora e primeira Diretora do Museu Nacional do Traje, museu inaugurado em 1977, que reúne uma coleção de indumentária histórica e acessórios de traje, desde o séc. XVIII à atualidade.
Assumiu posteriormente a direção do Museu Nacional dos Coches  e a do Museu do Oriente. 
No Ministério da Cultura, foi Diretora Geral do Património Cultural (DGPC) entre 1979 e 1980 e a primeira Presidente do Instituto Português do Património Cultural (IPPC) entre 1980 e 1984. Foi  Coordenadora do projeto "Inventário do Património Cultural", de 1997 a 2000.
A partir de 2014 e até ao corrente ano, foi Presidente da Academia Nacional de Belas-Artes. Foi cofundadora e primeira Presidente da Associação Portuguesa de Falcoaria, arte atualmente reconhecida  pela UNESCO como Património Imaterial da Humanidade.
Foi Conselheira da Comissão Pontifícia para os Bens Culturais da Igreja, Presidente da Comissão Nacional do Conselho Internacional dos Museus (ICOM) e  presidente da direção da Comissão Nacional Portuguesa.
Desempenhou o cargo de Subsecretária de Estado da Cultura do XI Governo Constitucional, entre 1990 e 1991. 
É Presidente da Junta da Fundação da Casa de Bragança desde 2002  
Natália Correia Guedes é autora de diversos livros, catálogos de exposições, monografias e artigos.

## Exposições
Ao longo da sua extensa carreira, Natália Correia Guedes comissariou diversas exposições e obras de âmbito nacional e internacional, das quais se destacaram:
- “Cem Obras Maestras del Arte Portuguesa”, no Centro Cultural Conde Duque, Madrid;[8]
- “Encontro de Culturas. Oito Séculos de Missionação Portuguesa”, Mosteiro de S. Vicente de Fora, Lisboa e Basílica de S. Pedro, Vaticano;[9]
- “S. Francisco Xavier, a sua Vida e o seu Tempo”, Cordoaria Nacional, Lisboa e Japão (Yamaguchi, Tóquio, Kagoshima, Okazaki e Nagasaki)[10];
- Pavilhão da Santa Sé na Expo 98 (Lisboa);[11]
- “500 Anos das Misericórdias Portuguesas”, Convento das Mónicas, (Lisboa);[12]
- “Crowning Glory. Images of the Virgin in the Arts of Portugal” (Newark, USA).[13]

## Referencias
1. 1 2  «Falcoaria, Património, Imaterial da Humanidade (Unesco)»
2. 1 2 3  «Natália Brito Correia Guedes»
3. 1 2 3 4 5  «Natália Correia Guedes: Museus e Património – Uma forma de amar Portugal»
4. 1 2 3 4  «Évora: Museu Frei Manuel do Cenáculo homenageia Natália Correia Guedes no dia da Mulher!»
5. ↑  «Natália Correia Guedes: Museus e Património – Uma forma de amar Portugal». 2013
6. ↑  «Museu Nacional do Traje»
7. ↑  «Natália Correia Guedes dedicou vida aos museus»
8. ↑  «100 OBRAS MAESTRAS DEL ARTE PORTUGUES»
9. ↑  «CORREIA GUEDES. (Maria Natália) ENCONTRO DE CULTURAS, OITO SÉCULOS DE MISSIONAÇÃO PORTUGUESA.»
10. ↑  «S. Francisco Xavier – A sua vida e o seu tempo»
11. ↑  Correia Guedes, Maria Natália (1998). «Pavilhão da Santa Sé na Expo 98»
12. ↑  «500 ANOS DAS MISERICÓRDIAS PORTUGUESAS»
13. ↑  «Isabel Roque»